# The Silent Partner (film fra 1917)
The Silent Partner er en amerikansk stumfilm fra 1917 af Marshall Neilan.

## Medvirkende
- Blanche Sweet som Jane Colby
- Thomas Meighan som Edward Royle
- Henry Hebert som Harvey Wilson
- Ernest Joy som David Pierce
- Mabel Van Buren som Edith Preston